# Pinus kesiya
Pinus kesiya ist eine Pflanzenart aus der Gattung der Kiefern (Pinus) innerhalb der Familie der Kieferngewächse (Pinaceae). Das Verbreitungsgebiet der zwei Varietäten liegt in China, Indien, auf den Philippinen und in Indochina. Sie ist ein wichtiger Holzlieferant Südostasiens und wird auch in anderen Ländern in Afrika, Südamerika und Australien aus forstwirtschaftlichen Gründen gepflanzt.

## Beschreibung

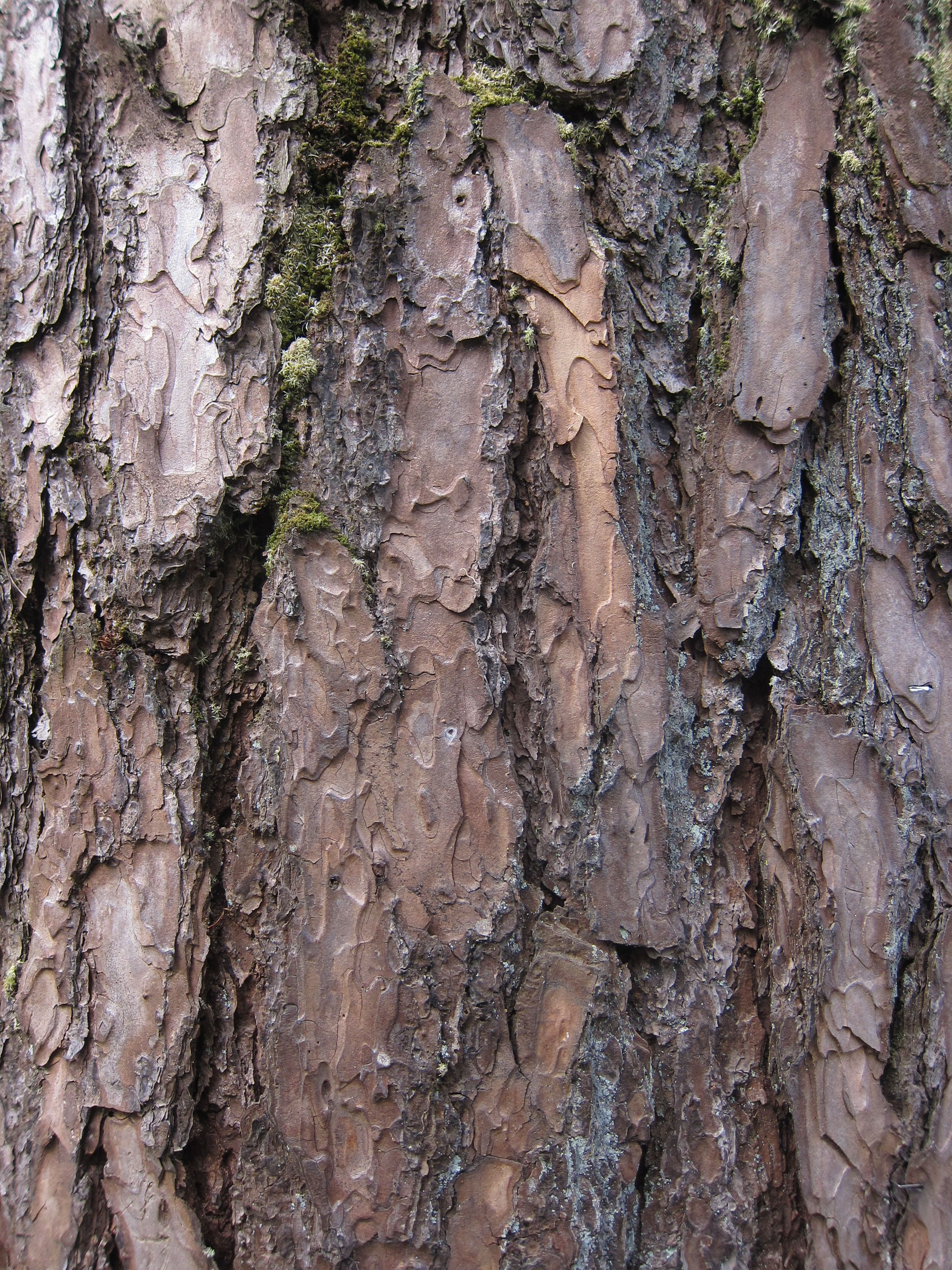
Borke

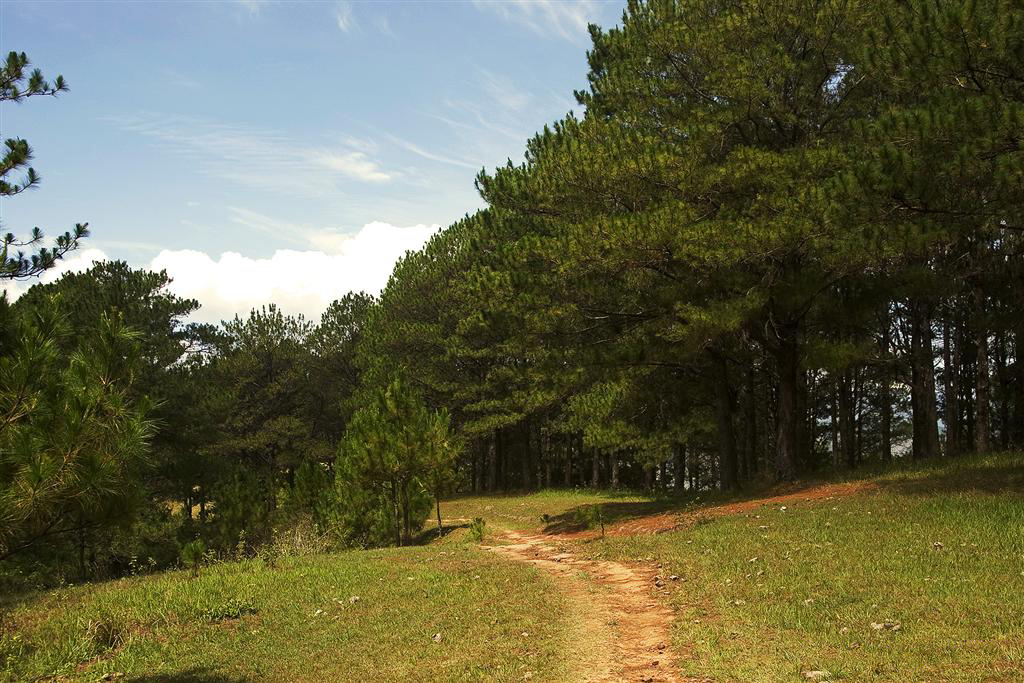
Habitus in einem Forstbestand

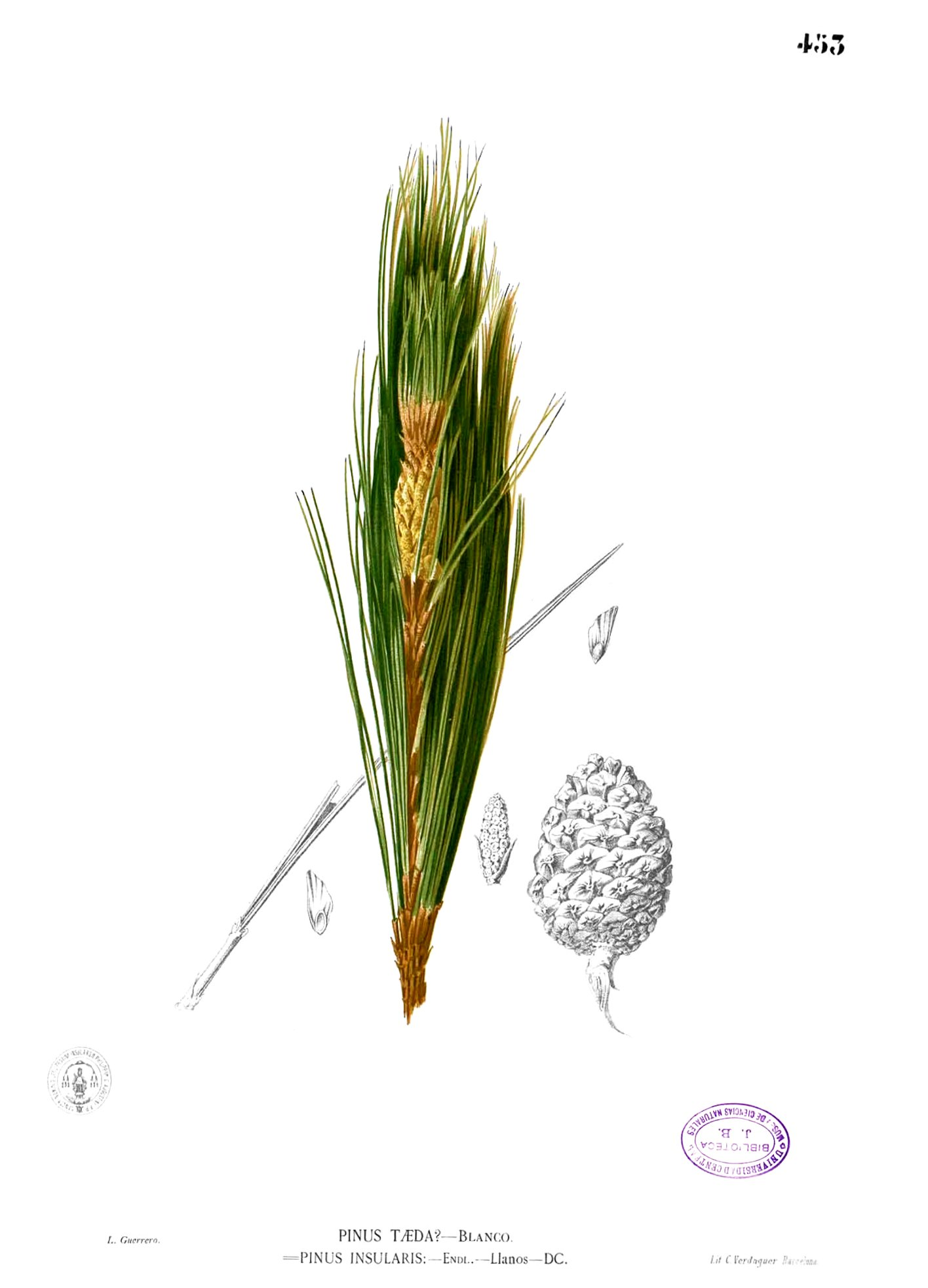
Illustration aus Blanco

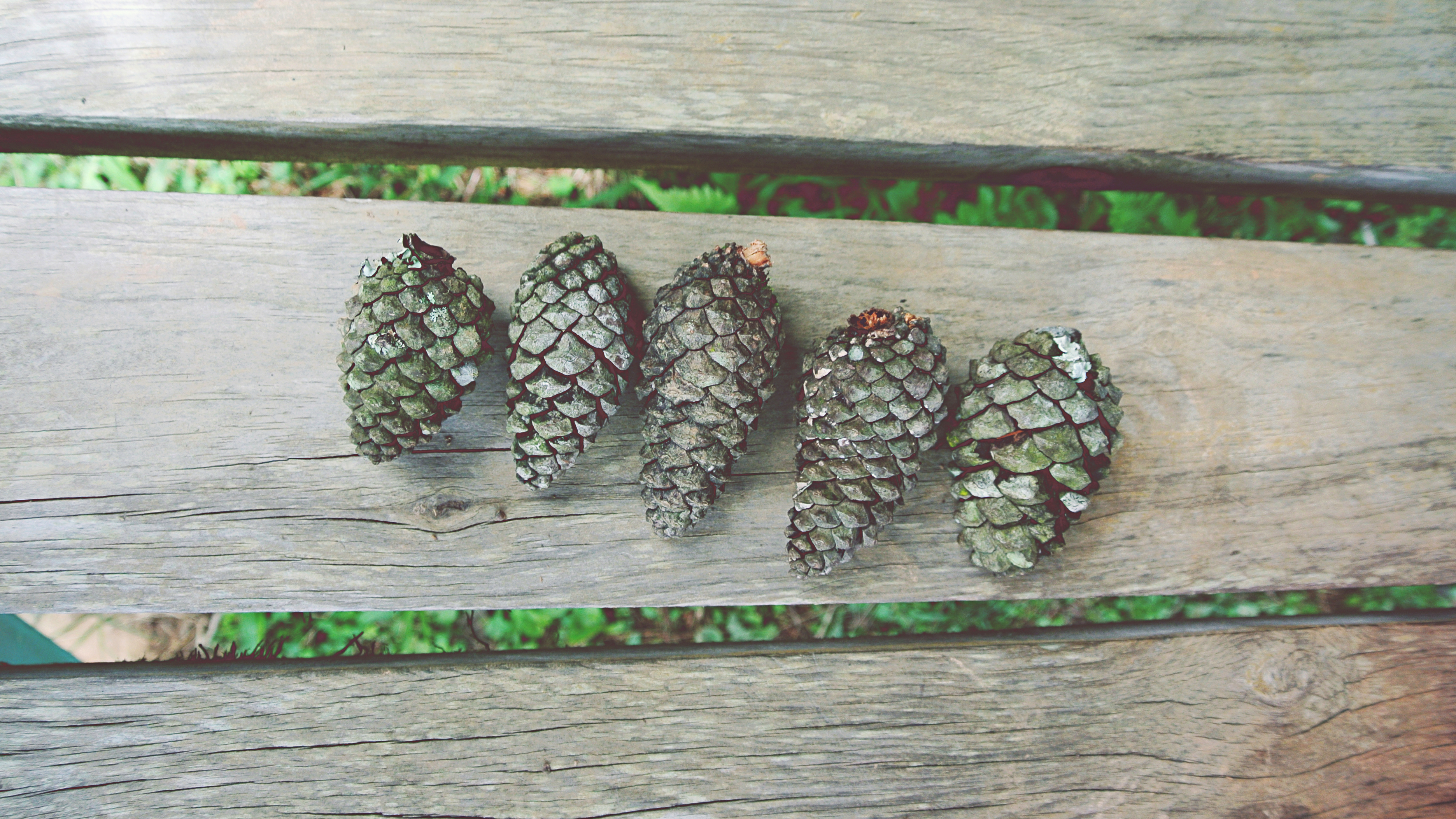
Zapfen

### Habitus und Rinde
Pinus kesiya ist ein immergrüner Baum mit Wuchshöhen von 30 bis 35, seltener bis zu 45 Metern. Häufig wächst er säulenförmig. Der Stamm ist gerade und erreicht Stammdurchmesser von bis zu 1 Meter. Die Stammborke ist braun, unter Witterungseinfluss grau-braun, dick, rau und abblätternd, tief gefurcht und in Platten unterteilt. Die Äste stehen waagrecht, sind meist krumm und verkürzen sich im Laufe der Zeit. Sie bilden eine kuppelförmige Krone. Benadelte Zweige sind dünn, anfangs aufgrund von Pulvini rau, nach dem zweiten oder dritten Jahr ist ihre Rinde mehr oder weniger glatt, glänzend gelb-braun und später nachdunkelnd zu orange-braun. Junge Zweige haben im ersten Jahr zwei oder mehr Knoten.

### Knospen und Nadeln
Die Winterknospen sind rot-braun, klein, konisch, harzfrei oder leicht harzig. Die Knospenschuppen sind rot-braun. Die Nadeln wachsen zu dritt in einer bleibenden, 15 bis 20 Millimeter langen, basalen Nadelscheide. Die Nadeln sind dunkel-grün, mit dreieckigem Querschnitt, dünn, weich bis elastisch, manchmal nur 10 meist 12 bis 22 und selten bis 25 Zentimeter lang und 0,5 bis 0,7 manchmal bis 1,0 Millimeter breit, fein gesägt und lang zugespitzt. Auf jeder Nadelseite gibt es feine Spaltöffnungslinien. Je Nadel sind drei bis sechs Harzkanäle vorhanden. Die Nadeln bleiben drei bis vier Jahre am Baum.

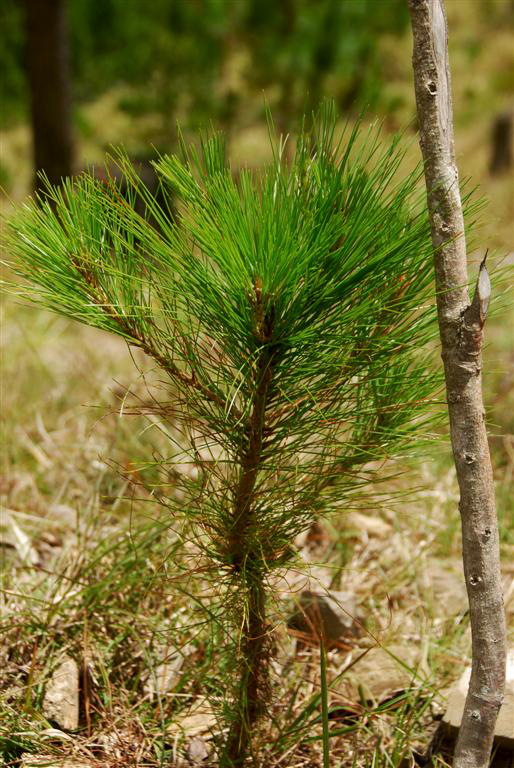
Sämling

### Zapfen und Samen
Die Pollenzapfen sind gelb, kurz zylindrisch und wachsen in spiralig angeordneten Gruppen an der Basis junger Zweige.
Die Samenzapfen wachsen einzeln oder in Paaren selten auch zu dritt und bleiben mehrere Jahre am Baum. Die Samenzapfen sind kurz gestielt und stehen waagrecht oder gekrümmt. Die Samenzapfen sind 4,5 bis 7 selten auch 8 Zentimeter lang, geschlossen schmal eiförmig-konisch, geöffnet eiförmig bis rundlich mit einem Durchmesser von 3 bis 4 selten bis 5,5 Zentimetern. Die Samenschuppen sind dunkel-braun, holzig, steif, geöffnet mehr oder weniger zurückgebogen, schmal länglich, 2,5 bis 3 Zentimeter lang und 1 bis 1,5 Zentimeter breit. Die Apophyse ist hell-braun, deutlich erhöht, mehr oder weniger pyramidenförmig mit einem unregelmäßig rhombischen Umfang und quer gekielt. Der Umbo ist klein, ellipsoid oder zumindest hervorstehend und mit einem sehr kleinen bleibenden Stachel bewehrt. Die dunkel-braunen bis beinahe schwarzen Samen sind bei einer Länge von 5 bis 7 selten bis 8 Millimetern ellipsoid und leicht abgeflacht. Der Samenflügel ist 15 bis 20 Millimeter lang, 6 bis 8 Millimeter breit und bleibend. Die Zapfen blühen im April und Mai, sie reifen etwa zwei Jahre nach der Blüte.

### Chromosomenzahl
Die Chromosomenzahl beträgt 2n = 24.

## Verbreitung, Standortansprüche und Gefährdung
Das natürliche Verbreitungsgebiet von Pinus kesiya liegt in China in der Provinz Yunnan und im äußersten Südosten des Autonomen Gebietes Tibet, in Bhutan, in Assam im Nordosten Indiens, in Laos, Myanmar, Kambodscha, im Norden Thailands, in Vietnam und auf Luzon, der Hauptinsel der Philippinen.
Pinus kesiya wächst einzeln in Savannen, in Reinbeständen mit beinahe geschlossenem Kronendach und entlang von Flussläufen in Mischwäldern zusammen beispielsweise mit Quercus serrata und Alnus nepalensis. Im Nordosten Indiens, in Myanmar und Thailand wächst sie in einer trockeneren Umgebung in Höhenlagen von 800 bis 1500 Metern bis manchmal sogar 2000 Metern. Weiter östlich, in Laos, Vietnam und auf Luzon findet man sie in einer deutlich feuchteren Umgebung in Höhenlagen von bis zu 2700 und 3000 Metern. Es handelt sich um eine tropische Art, die jedoch nicht gut im heißen und feuchten Tiefland gedeiht, sondern saisonabhängige Niederschläge braucht. Trotzdem sind Feuer zahlreich, wodurch offene und von Gras dominierte Savannen mit verstreuten Beständen und Einzelbäumen entstehen. Sie ist eine Pionierpflanze, besonders wenn Feuer bei der Zerstörung der Vegetation eine Rolle gespielt hat. Sie wächst meist auf sandigen und lehmigen Böden, die sich aus Sandstein und Quarzit gebildet haben.
In der Roten Liste der IUCN wird Pinus kesiya als „nicht gefährdet“ („Lower Risk/least concern“) geführt. Es wird jedoch darauf hingewiesen, dass eine Neubeurteilung ausständig ist.

## Systematik und Forschungsgeschichte
Pinus kesiya wurde 1840 von George Gordon (1806–1879) in Gardeners' magazine. London, Volume 16, S. 8 erstmals gültig beschrieben, basierend auf der Beschreibung durch John Forbes Royle, die jedoch nicht die Anforderungen einer wissenschaftlichen Erstbeschreibung erfüllt hatte. Das Artepitheton kesiya verweist auf die Khasi-Hügel im Nordosten Indiens, wo sie von Royle erstmals gesammelt wurde. Die Schreibweise war lange Zeit umstritten, doch ist die von John Forbes Royle (1798–1858) gewählte Schreibweise nach botanischer Nomenklatur die gültige. Synonyme für Pinus kesiya Royle ex Gordon sind: Pinus insularis Endl., Pinus khasya Hook. f. orth. var., Pinus insularis var. khasyana (Griff.) Silba.
Die Art Pinus kesiya gehört zur Untersektion Pinus aus der Sektion Pinus in der Untergattung Pinus innerhalb der Gattung der Pinus.
Von Pinus kesiya Royle ex Gordon werden zwei Varietäten unterschieden:
- Pinus kesiya Royle ex Gordon var. kesiya: Bis zu 35 Meter hohe Bäume mit Stämmen die Brusthöhendurchmesser von 1 Meter erreichen. Die Nadeln sind weich, 12 bis 25 Zentimeter lang und 0,5 bis 0,7 Millimeter breit. Die Samenzapfen sind 4,5 bis 7 Zentimeter lang und haben geöffnet Durchmesser von 3 bis 4,5 Zentimeter. Das Verbreitungsgebiet liegt im Westen von Yunnan, im Tibet, in Indien, Kambodscha, Myanmar und Thailand. Ein Synonym der Varietät ist Pinus insularis var. khasyana (Griff.) Silba.
- Pinus kesiya var. langbianensis (A.Chev.) Gaussen ex Bui: Bis zu 45 Meter hohe Bäume mit elastischen aber nicht weichen, manchmal ab 10 meist 12 bis 18 Zentimeter langen und 0,7 bis 1 Millimeter breiten Nadeln. Die Samenzapfen sind 5 bis 8 Zentimeter lang und haben voll geöffnet Durchmesser von 4 bis 5,5 Zentimeter. Das Verbreitungsgebiet liegt in der chinesischen Provinz Yunnan, in Vietnam, Laos, Thailand und auf den Philippinen. Das Taxon wurde erstmals 1847 von Stephan Ladislaus Endlicher als Pinus insularis an Exemplaren von den Philippinen beschrieben. Später wurden die Unterschiede als zu gering angesehen, als dass der Artstatus gerechtfertigt wäre. Das Taxon wurde daher Pinus kesiya zugerechnet, entweder als Synonym der Art oder der an Exemplaren aus Vietnam beschriebenen Varietät Pinus kesiya var. langbianensis, welche jedoch umstritten ist. Weitere Synonyme der Varietät sind Pinus langbianensis A.Chev. und Pinus insularis var. langbianensis (A.Chev.) Silba.[8]

## Verwendung
Pinus kesiya ist in Südostasien ein bedeutender Holzlieferant und wird forstwirtschaftlich auch außerhalb ihres natürlichen Verbreitungsgebiets in Ländern in Afrika, Südamerika und Ozeanien (mit Australien) genutzt. Die Bäume wachsen schnell und das Holz wird hauptsächlich zur Herstellung von Zellstoff und Papier verwendet. In Indien wurde daraus häufig Holzkohle erzeugt, doch geht die Bedeutung dieser Nutzung zurück. Weiters wird das Holz zu Rundholz verarbeitet, als Konstruktionsholz, für Holzdielen und zur Herstellung von Sperrholz und Möbeln verwendet. Auf den Philippinen werden häufig Kaffeeplantagen unter natürlichen Beständen von Pinus kesiya angelegt. Das Harz hat eine gute Qualität, kann aber nur schwer gewonnen werden, wodurch es wirtschaftlich wenig bedeutend ist. Die Art wird nur selten als Zierpflanze verwendet und bleibt auf wenige Arboreten und botanische Gärten beschränkt. Auf den Philippinen wird sie als Christbaum verwendet.